# Regioni dell'Australia
Questa è una lista delle regioni in Australia (che non coincidono con gli Stati australiani).

## Inter-Territori
- Capital Country (ACT/NSW)
- Lake Eyre Basin (QLD/SA/NT/NSW)
- Murray-Darling Basin (NSW/ACT/VIC/QLD/SA)
- The Nullarbor (SA/WA)
- Outback (principalmente NT e WA, ma tutti i territori esclusi ACT e TAS)

## Nuovo Galles del Sud
Vedere anche il Bureau of Meteorology's NSW regions map.
- Blue Mountains
- Central Coast
- Central West
- Greater Western Sydney
- Far South Coast
- Far West
- The Hunter (Newcastle)
- Illawarra (Wollongong)
- Lord Howe Island
- New England (north-west)
- Murray
- Mid North Coast
- North West Slopes
- Northern Rivers
- Riverina
- Sapphire Coast
- Snowy Mountains
- South Coast
- Southern Highlands
- Southern Tablelands
- South West Slopes
- Sydney

## Territorio del Nord
- Terra di Arnhem
- Central Australia
- Top End

## Queensland
- IbagavzgvzgBrisbane
- Bundaberg, Coral Coast and Country
- Capricorn
- Fraser Coast, South Burnett
- Gladstone
- Gold Coast
- Mackay
- Outback Queensland
- South East Queensland
- Southern Downs
- Sunshine Coast
- Toowoomba e il Darling Downs
- Torres Strait Islands
- Townsville
- Far North Queensland
- Whitsunday

## Australia Meridionale
- Adelaide Plains
- Adelaide Hills/Mount Lofty Ranges
- Barossa Valley
- Copper Triangle
- Eyre Peninsula
- Far North
- Fleurieu Peninsula
- Flinders Ranges
- Kangaroo Island
- Limestone Coast
- Mid North
- Murraylands
- Riverland
- Yorke Peninsula

## Tasmania
- Central Highlands
- Midlands
- West Coast

## Victoria
- Gippsland
- The Grampians
- The Mallee
- Melbourne
- Mornington Peninsula
- The Victorian Alps
- Western District
- The Wimmera
- Yarra Valley

## Australia Occidentale
- Isola di Natale
- Cocos (Keeling) Islands
- Gascoyne
- Goldfields-Esperance
- Great Southern
- Kimberley
- Mid West
- Peel
- Perth
- Pilbara
- South West
- Wheatbelt